# Deutsch-gabunische Beziehungen
Die Deutsch-gabunischen Beziehungen sind das zwischenstaatliche Verhältnis zwischen Deutschland und Gabun. Die Beziehungen beider Staaten wurden von dem Auswärtigen Amt 2019 als „spannungsfrei, aber ausbaufähig“ bezeichnet. So steht der Einfluss, den Deutschland im Land ausübt, deutlich hinter dem der ehemaligen Kolonialmacht Frankreich zurück. Eine gute Grundlage für spätere freundschaftliche Beziehungen bildeten die humanitären Aktivitäten des elsässischen Arztes Albert Schweitzer, der 1913 in Lambaréné ein Urwaldkrankenhaus gründete. Dies wurde ein wichtiger Faktor für das spätere positive Image, welches Deutschland heute in Gabun genießt.

## Geschichte

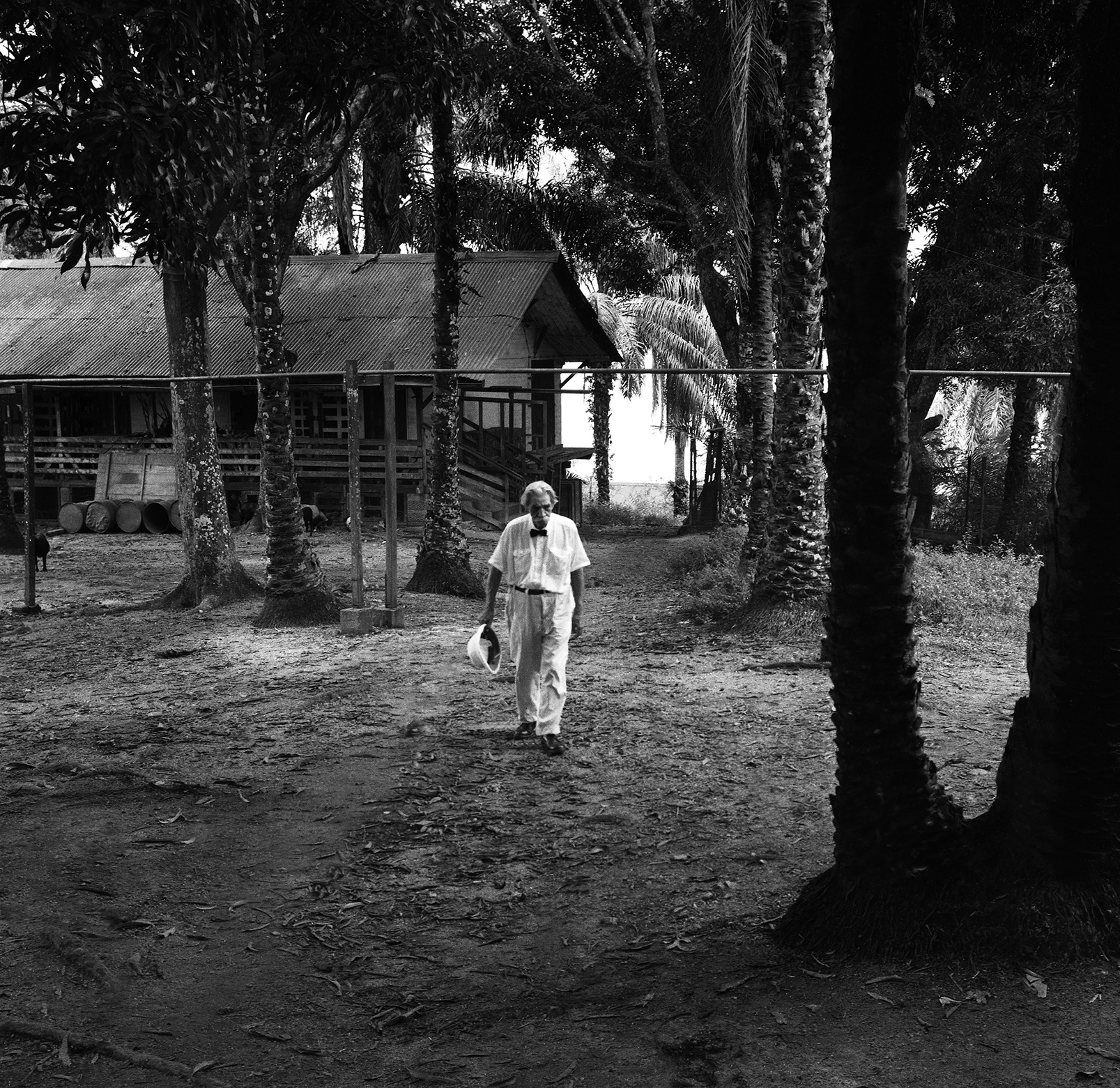
Albert Schweitzer in Lambarene (1964)

Deutsche Kontakte mit Gabun begannen gegen Mitte des 19. Jahrhunderts durch die Aktivitäten deutscher Forscher, Händler und Missionare. Im Jahr 1862 eröffnet der Hamburger Kaufmann Carl Woerman eine Niederlassung im heutigen Gabun und 5 Jahre später wurde ein deutscher Konsul nach Libreville entsendet. 1873 bereiste der Ethnologe Adolf Bastian die Küste von Gabun und veröffentlicht später seinen Reisebericht in Jena. Im selben Jahr entsendete die Deutsche Gesellschaft zur Erforschung Aequatorial-Africas eine Expedition um Paul Güßfeldt, der das Königreich Loango besuchte. Im folgenden Jahr führte der deutsch-österreichische Afrikaforscher, Mineraloge und Geologe Oskar Lenz als erster Europäer geologische Forschungen in Gabun durch. 1879 errichtete Hermann Soyaux im Auftrag des Handelshauses Woerman eine Kaffeeplantage in Gabun.
Im Jahre 1894 legten das Deutsche Reich und Frankreich ihre kolonialen Einflussgebiete in Afrika fest und bestimmten die Grenzen zwischen dem französischen Gabun und der deutschen Kolonie Kamerun. Mit dem Marokko-Kongo-Vertrag von 1911 erhielt Deutschland von Frankreich das Gebiet Neukamerun, dazu gehörten auch Teile der heutigen gabunischen Provinzen Woleu-Ntem und Estuaire, wo deutsche Siedler den Kakaoanbau einführten. Oyem wurde Standort der 10. Kompanie der Kaiserlichen Schutztruppe für Kamerun und zum Hauptsitz des Verwaltungsbezirks Wolö-Ntem. Im weiter südlich gelegenen Lambaréné errichtete Albert Schweitzer 1913 im damaligen Französisch-Äquatorialafrika ein Urwaldkrankenhaus, welches danach als ein positiver Bezugspunkt zwischen Deutschland und Gabun fungierte, auch nachdem im Ersten Weltkrieg alle deutschen Kolonialgebiete in Afrika verloren gingen. Schweitzer leistete zeit seines Lebens humanitäre Arbeit in Lambaréné, wofür ihm 1953 der Friedensnobelpreis verliehen wurde.
Nachdem Gabun 1960 von Frankreich unabhängig wurde, wurden umgehend diplomatische Beziehungen zur Bundesrepublik Deutschland aufgenommen. Dies führte zu einer Konkurrenz mit der DDR, die über den Friedensrat der DDR Robert Havemann und Gerald Götting zu Albert Schweitzer nach Gabun entsendete. Im Jahr 1962 eröffnete die BRD eine Botschaft in Libreville und Gabun eine Botschaft in Bonn. Beide Länder schlossen im selben Jahr ein Abkommen über wirtschaftliche und technische Zusammenarbeit ab und vereinbaren Reiseerleichterungen. Von 1974 bis zur deutschen Wiedervereinigung unterhielt Gabun auch diplomatische Beziehungen zur DDR, obwohl diese nie eine eigene Botschaft im Land eröffnen.
Deutschland vermittelte 1994 bei Gesprächen zwischen der Regierung und der Opposition in Gabun in Paris. Zwischen Deutschland und Gabun kam es gelegentlich zu gegenseitigen Staatsbesuchen. 2005 besuchte der gabunische Präsident Omar Bongo Ondimba Deutschland. Die Generalversammlung der Vereinten Nationen nahm 2015 eine gemeinsame deutsch-gabunische Resolution zum Kampf gegen den illegalen Tierhandel an. Präsident Ali-Ben Bongo Ondimba besuchte Deutschland im November 2017 zum Anlass der UN-Klimakonferenz in Bonn und traf sich mit Bundespräsident Frank-Walter Steinmeier zu einem Gespräch. Der Militärputsch in Gabun 2023, der zum Sturz von Bongo Ondimba führte, wurde von Deutschland verurteilt, was sich zu einer Rückkehr zur verfassungsmäßigen Ordnung im Land aussprach.

## Wirtschaftsbeziehungen
2024 lagen die deutschen Warenexporte nach Gabun bei 48,7 Millionen Euro und die Importe aus dem Land bei 121 Millionen Euro. In der Rangliste der deutschen Handelspartner nahm Gabun damit Rang 130 ein. Da Gabun aufgrund seiner Öleinnahmen vergleichsweise entwickelt ist, leistet Deutschland keine Entwicklungshilfe an Gabun. Deutschland unterstützt jedoch die Internationale Albert-Schweitzer-Stiftung und deren Aktivitäten in Gabun, welche auch zahlreiche private Spenden aus Deutschland erhalten.

## Kulturbeziehungen
Zwischen Gabun besteht ein intensiver Austausch im Bereich Bildung und Wissenschaft. Seit den 1980er Jahren vergibt die Regierung Gabuns Stipendien für Studien in Deutschland und 2019 studierten knapp 200 Gabuner in Deutschland. Seit 2008 gibt es zwei PASCH-Schulen in Gabun und seit 2010 besteht ein Fachbereich Deutsch an der staatlichen Omar-Bongo-Universität. In dem kleinen Land mit knapp 2,5 Millionen Einwohner lernen knapp 4.400 Schüler die deutsche Sprache, was eine bemerkenswert hohe Zahl ist. Es gibt Hochschulkooperation und die Universität Tübingen betreibt in Lambaréné ein Forschungszentrum für Tropenkrankheiten. Auch die Max-Planck-Gesellschaft arbeitet mit Institutionen in Gabun zusammen.
Der gabunische Nationalspieler Pierre-Emerick Aubameyang wurde 2017 Torschützenkönig in der deutschen Fußball-Bundesliga.

## Diplomatische Standorte
- Deutschland unterhält eine Botschaft in Libreville
- Gabun unterhält eine Botschaft in Berlin

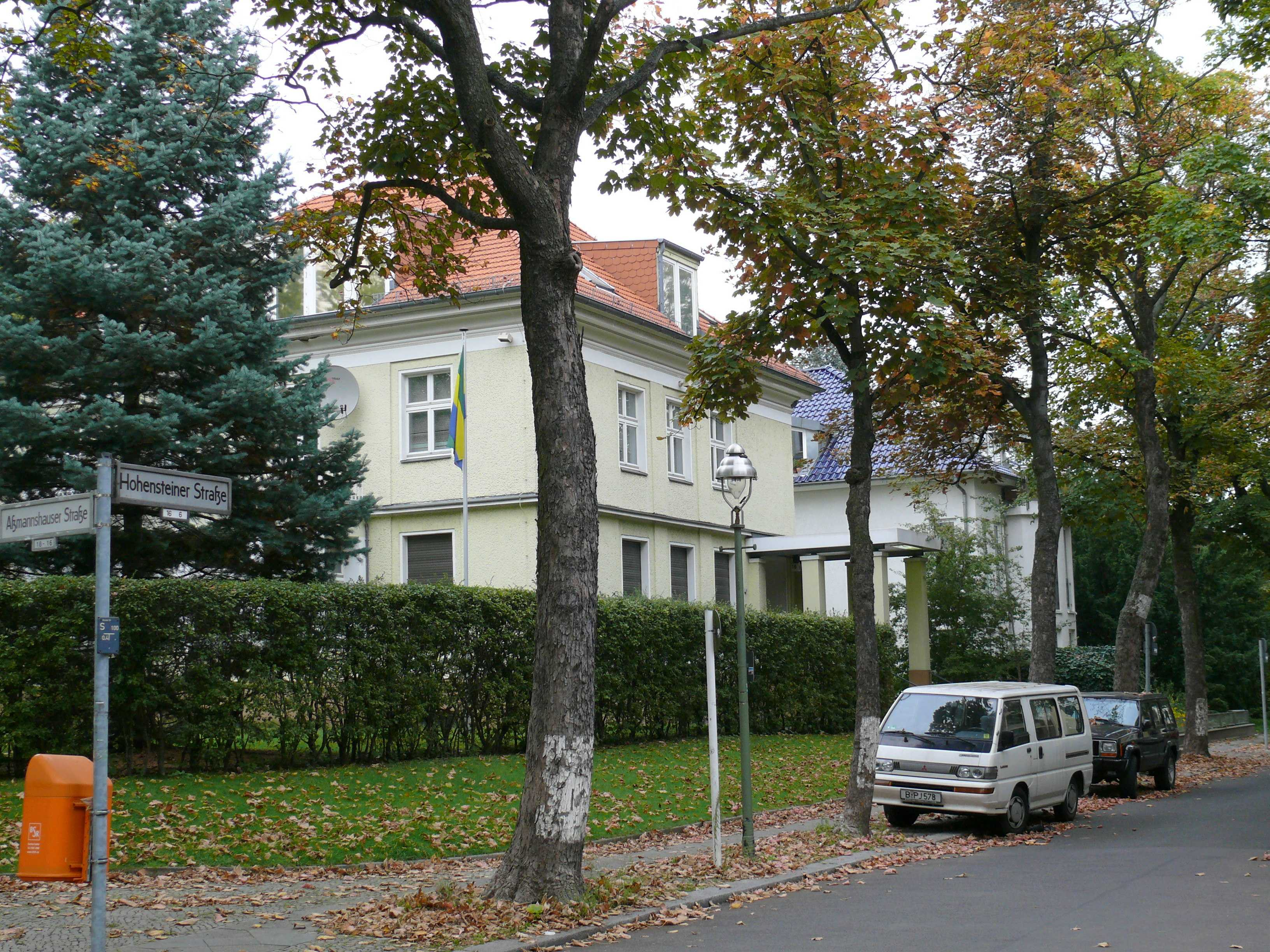
Botschaft von Gabun in Berlin